# Pseudofossil

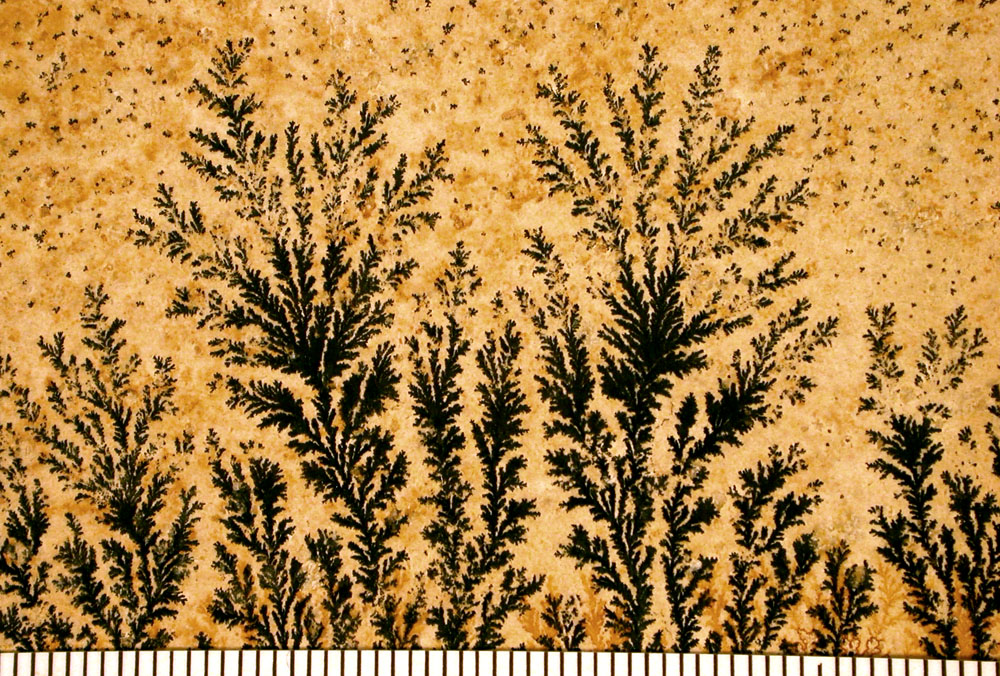
Ett exempel på ett pseudofossil är dendriter som har ett växtliknande utseende.

Pseudofossil är oorganiska objekt, markeringar eller avtryck som kan förväxlas med fossil. Utfällningar av mineral kan bilda detaljrika, trädlika strukturer, som ibland förväxlas med strukturer av organiskt ursprung.
Ett vanligt exempel är när manganoxid kristalliseras längs med sprickor hos bergarter och bildar dendriter, fraktala strukturer, som då frost avsätts på en fönsterruta.
Geologiska konkretioner kan visserligen innehålla fossil men uppfattas ibland i sig själva som fossil. Även chert- och flintnoduler i kalksten kan likna fossil. Även skivor av svavelkis kan förväxlas med fossil av en speciell sorts sjöborrar, (Clypeasteroida).
Sprickor, knölar, gasbubblor och liknande strukturer kan vara svåra att skilja från fossil och debatter kring vilka formationer som är verkliga fossil eller pseudofossil kan vara mycket långa och invecklade. Ett exempel är eozooner, komplexa klumpformade formationer som hittats kanadensisk kalksten och som man trodde var algfossil ända till dess exempel hittades i nybildade lavaformationer.
Även medvetna arkeologiska förfalskningar kan kallas för pseudofossil. Ett av de mest välkända är Piltdownmänniskan, som presenterades 1912 som ett fossil av en tidig människoapa, men fyra decennier senare visade sig vara ett falsarium.

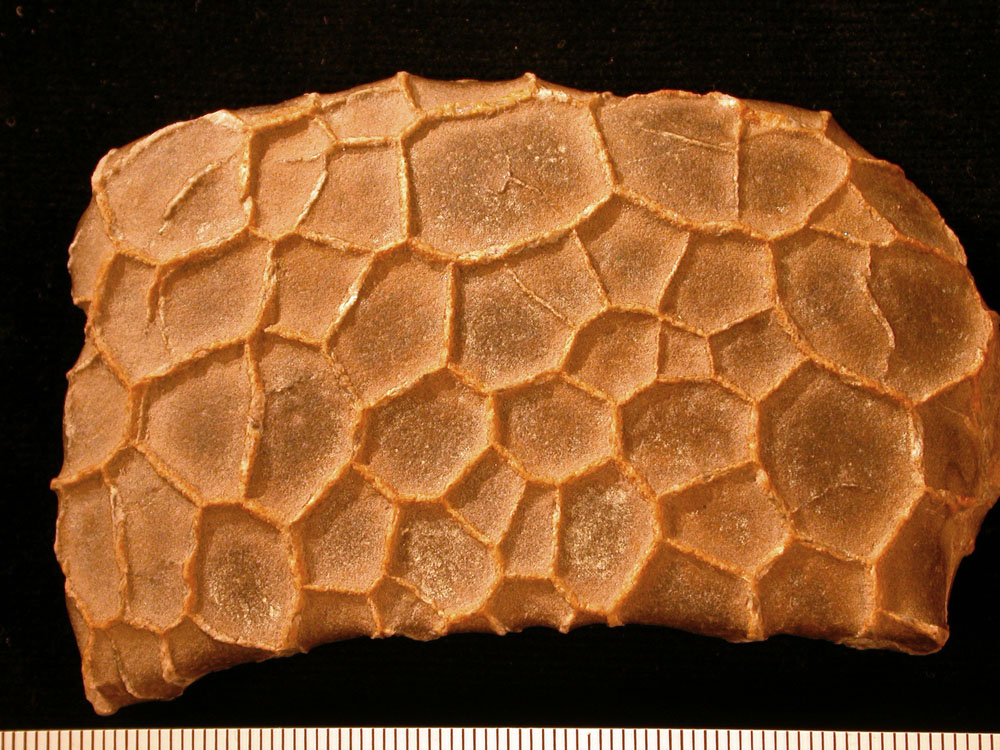
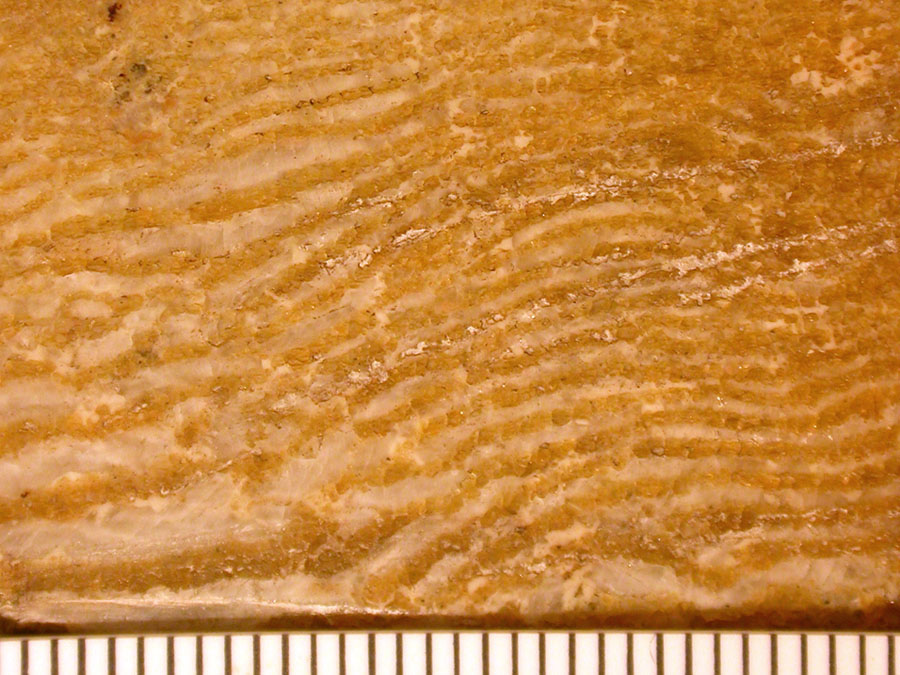
Eozoön canadense
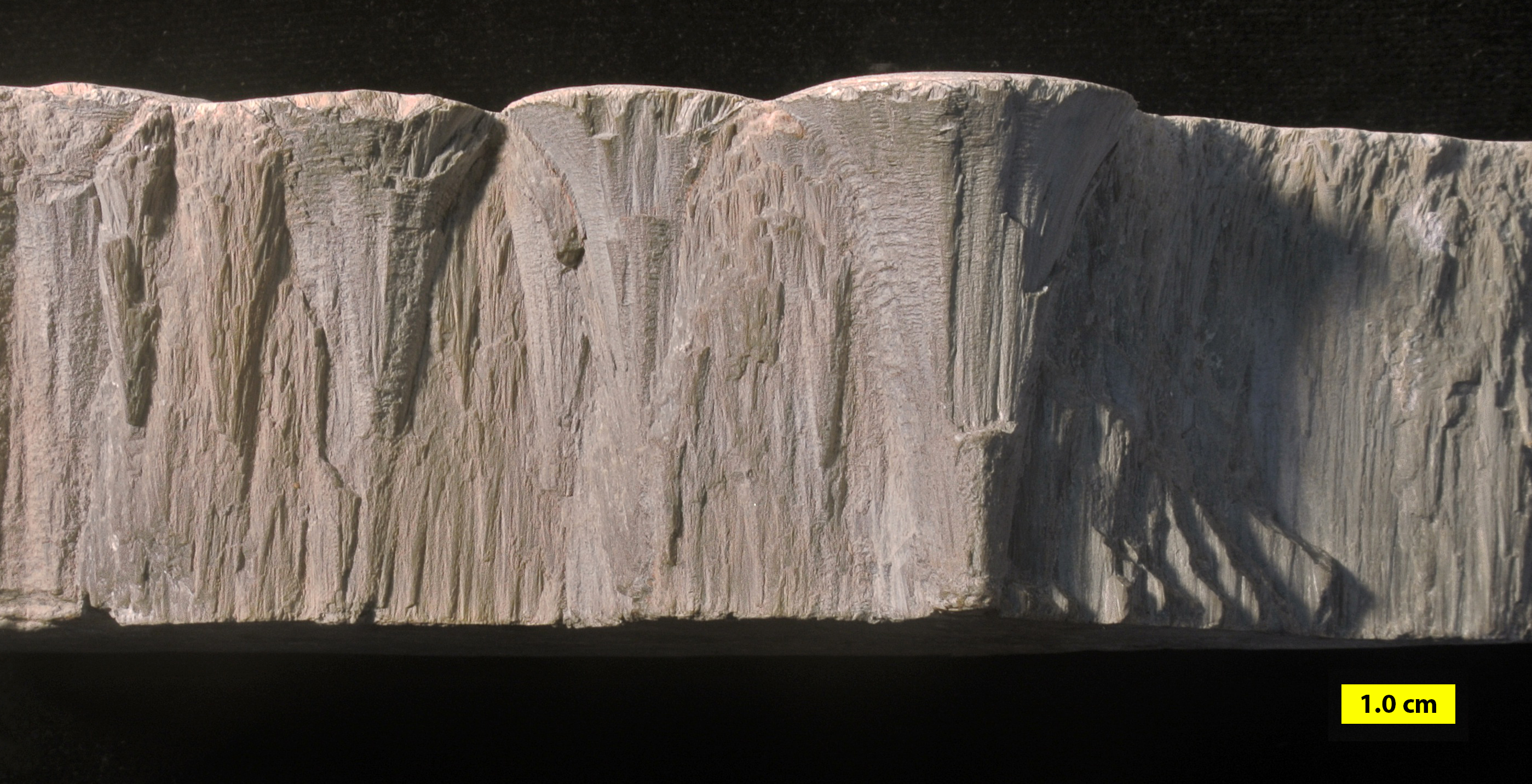
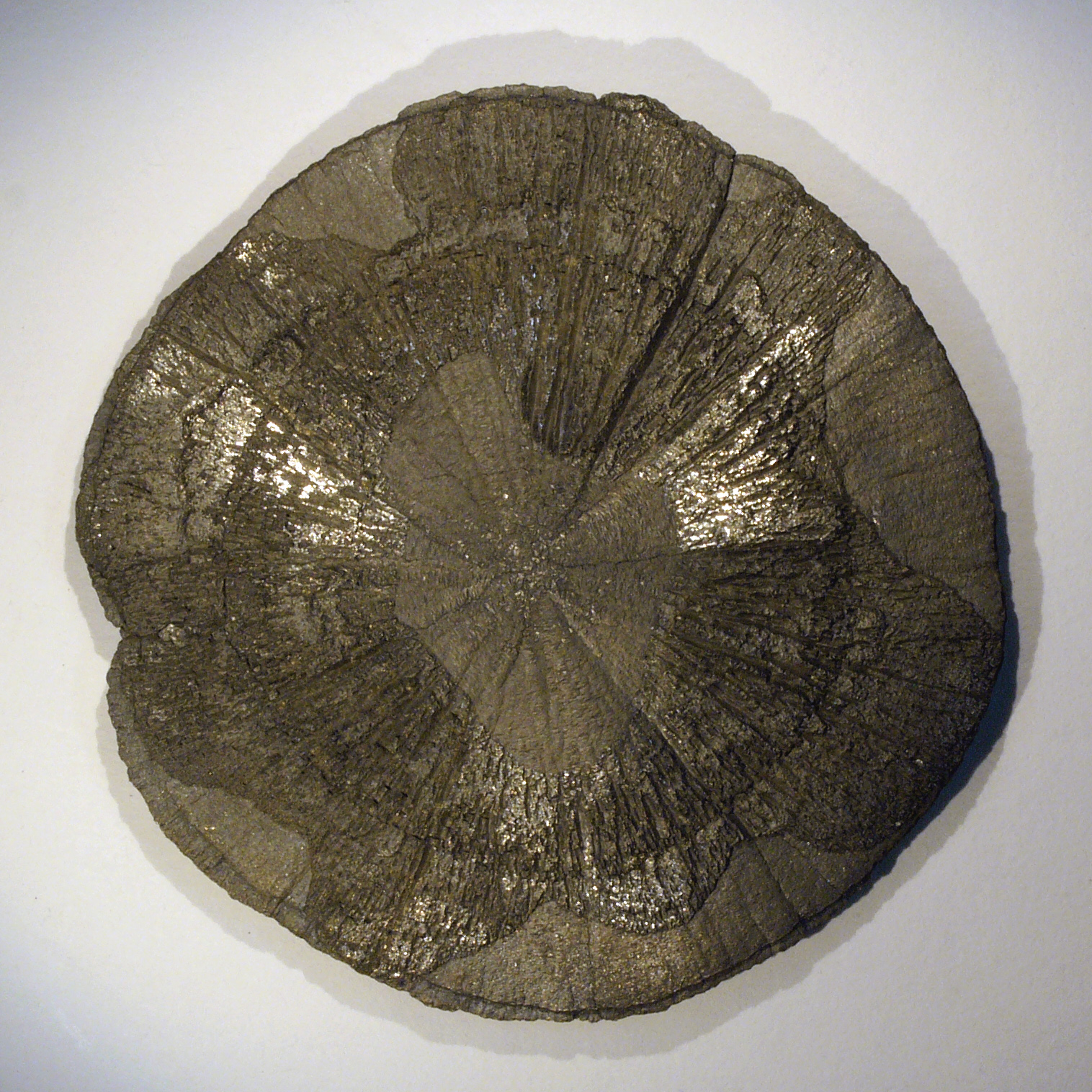
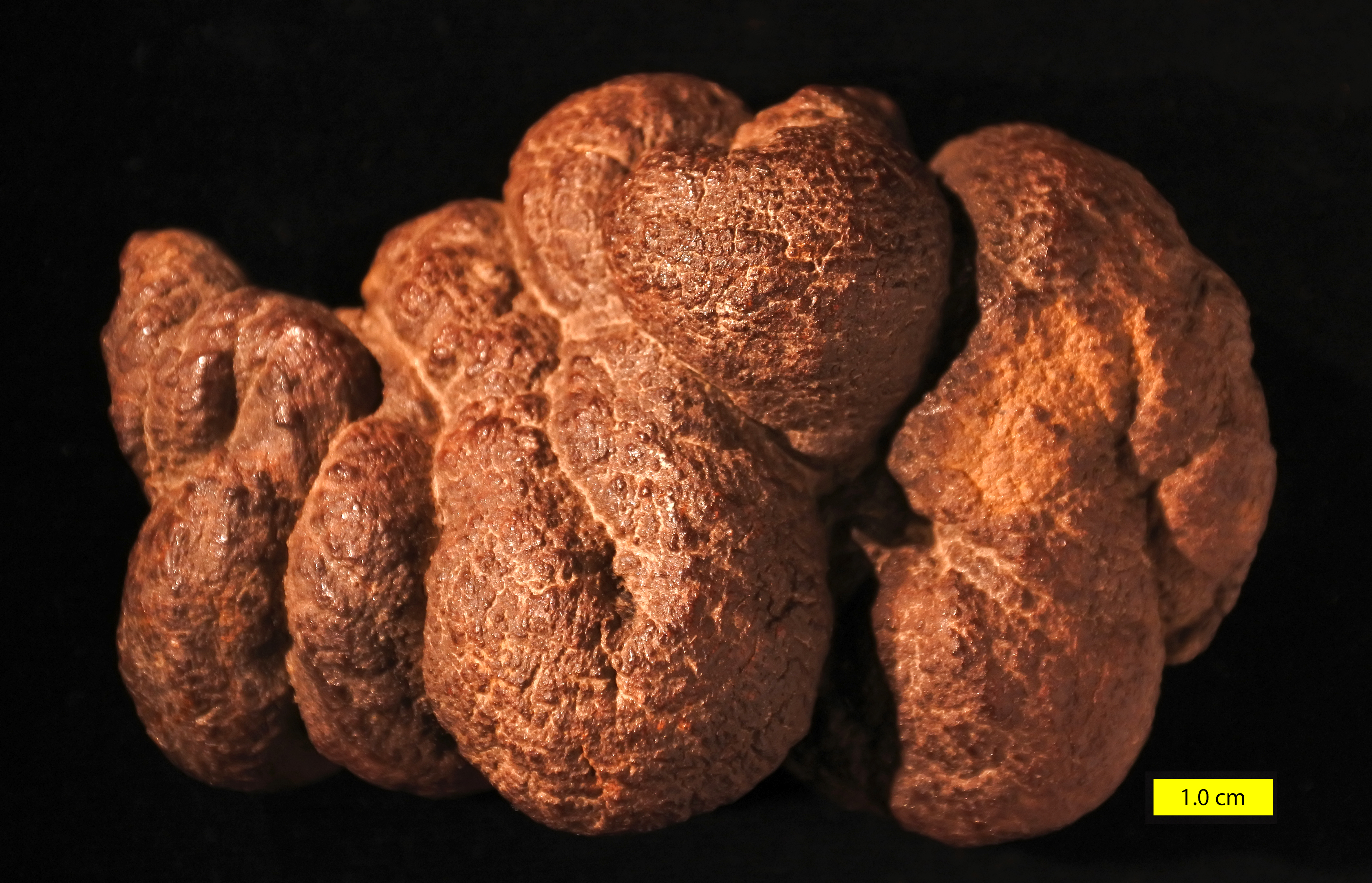
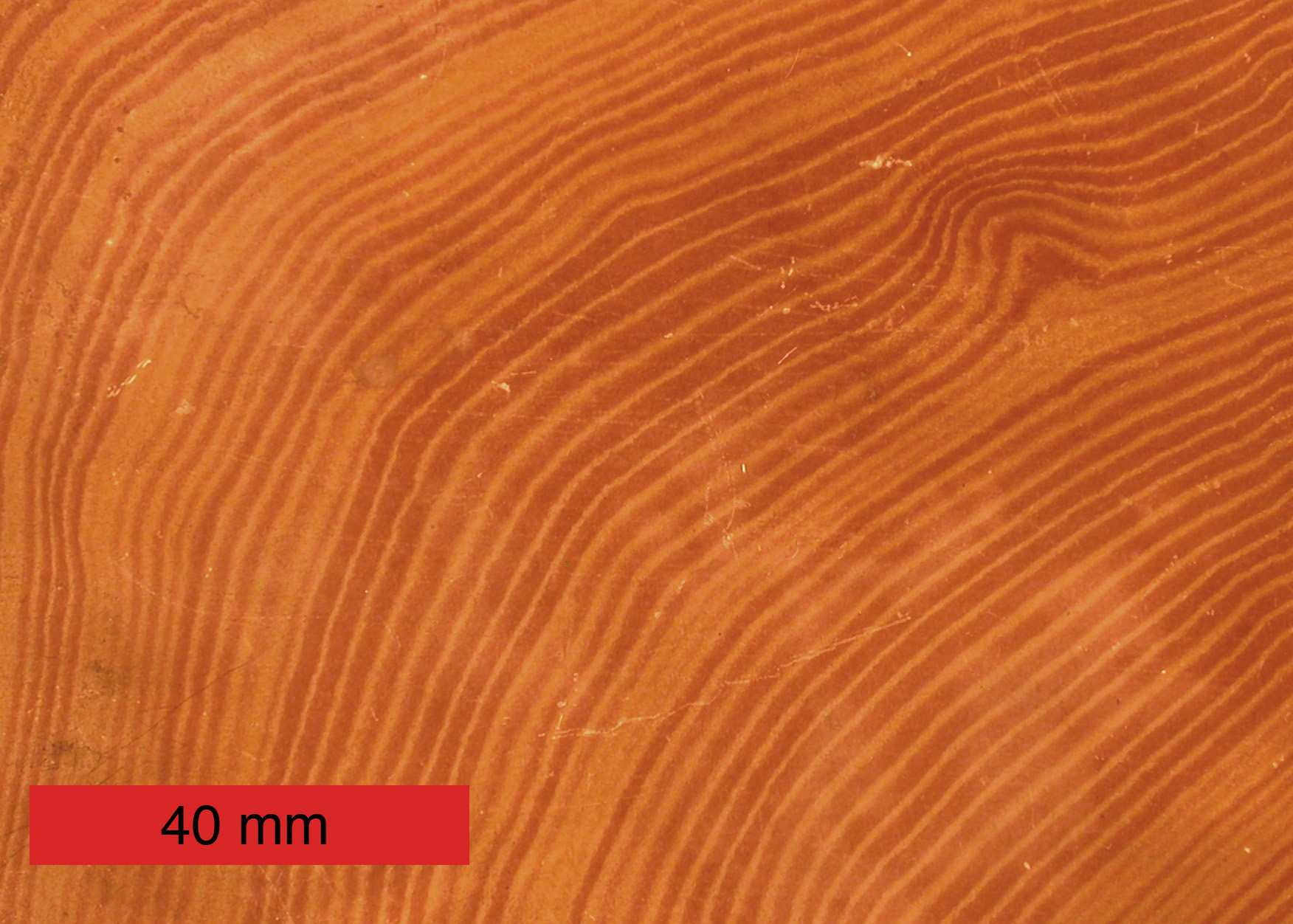